# Steffen Størseth
Steffen Skår Størseth (ur. 26 kwietnia 1975 w Stavanger) – norweski wioślarz. Srebrny medalista olimpijski z Atlanty.
Brał udział w dwóch igrzyskach olimpijskich (IO 96, IO 00). W 1996 srebro zdobył w dwójce podwójnej, osadę poza nim tworzył Kjetil Undset. W dwójce podwójnej wywalczył srebro mistrzostw świata w 1997 i 1998 oraz brąz w 1995. 